# Vittorio Ghiandi
Vittorio Ghiandi (né le 1er janvier 1927 à Gênes - mort en 2010) est un footballeur italien.

## Biographie
Vittorio Ghiandi joua au milieu de terrain. Il commença sa carrière au Genoa CFC en 1945. Puis il alla dans plusieurs clubs italiens (Fratellanza Sportiva Sestrese Calcio 1919, Associazione Calcio Crema 1908 (it), Côme Calcio 1907 et Calcio Catane) et termina sa carrière à l'Hellas Vérone en 1958. 
Il remporta une Serie B en 1957 avec Hellas Vérone.

## Clubs
- 1945-1946 : Genoa CFC
- 1946-1947 : Fratellanza Sportiva Sestrese Calcio 1919
- 1947-1948 : Genoa CFC
- 1948-1949 : Associazione Calcio Crema 1908 (it)
- 1949-1954 : Côme Calcio 1907
- 1954-1956 : Calcio Catane
- 1956-1958 : Hellas Vérone

## Palmarès
- Championnat d'Italie de football D2

- - Champion en 1957